# Amédée Fournier
Amédée Fournier (7 de fevereiro de 1912 — 30 de março de 1992) foi um ciclista francês que competia em provas tanto de pista, quanto de estrada. Representou França nos Jogos Olímpicos de Verão de 1932 em Los Angeles, conquistando a medalha de prata na perseguição por equipes de 4 km. Os outros ciclistas da equipe foram Henri Mouillefarine, Paul Chocque e René Le Grèves.
Tornou-se profissional em 1934 e venceu duas etapas no Tour de France 1939, lhe rendendo a camisa amarela por um dia.
Desligou-se do esporte em 1950.

## Palmarès
1932
Medalha de prata nas olimpíadas de 1932, perseguição por equipes
1938
Nantes - Les Sables d'Olonne
1939
Tour de France
Vencedor das etapas 1 e 5
Vestindo a camisa amarela por um dia